# Slipstream (film)
Pour les articles homonymes, voir Slipstream.
Slipstream' est un court métrage américain réalisé par Steven Spielberg en 1967.

## Synopsis
Une course entre deux cyclistes.

## Fiche technique
- Réalisation : Steven Spielberg
- Scénario : Steven Spielberg et Roger Ernest
- Production : Peter RJ Deyell

## Distribution
- Tony Bill : un cycliste
- Jim Baxes : un cycliste

## Commentaires
Le film est resté inachevé. Ernest est apparu plus tard dans Sugarland Express et Rencontres du troisième type de Spielberg. Slipstream met également en vedette Tony Bill, déjà un acteur reconnu, et Jim Baxes, qui a ensuite joué dans la série télévisée Section 4 en 1975 sous le nom de scène de James Coleman.
Alors qu'il préparait le tournage de Slipstream, Peter RJ Deyell, l'assistant réalisateur de Spielberg, le présenta à Allen Daviau, directeur de la photographie qui travaillait chez Studio City Camera, une société de location de matériel cinématographique. Spielberg engagea Daviau pour tourner Slipstream et des années plus tard, Daviau collaborera de nouveau avec Spielberg sur trois longs métrages : E.T. l'extraterrestre (1982), La Couleur pourpre (1985) et Empire du Soleil (1987).
Relativement inexpérimenté à l'époque, Spielberg pensait que Slipstream pouvait être réalisé pour 5 000 dollars. Malgré des dons d'équipement, de pellicule et de services, il se retrouva rapidement à court d'argent et mit fin au tournage.